# Tower Records
Tower Records era uma cadeia de lojas americana que operava no varejo / retalho ou vendendo DVDs, CDs, vídeos, videojogos e livros, com sede em Sacramento, Califórnia. Existe atualmente apenas como uma franquia internacional e uma loja de música online.
De 1960 a 2006, a Tower Records também controlou lojas de varejo / retalho nos Estados Unidos, que foram fechadas quando a empresa declarou a sua falência e liquidação. Sua loja online, Tower.com, foi comprada por uma entidade separada e não foi afetada pelo fecho das lojas.